# Nossa Senhora do Livramento
Nossa Senhora do Livramento is een gemeente in de Braziliaanse deelstaat Mato Grosso. De gemeente telt 12.954 inwoners (schatting 2009).
De gemeente grenst aan Poconé, Cáceres, Porto Estrela, Várzea Grande, Barão de Melgaço, Santo Antônio do Leverger, Jangada en Rosário Oeste.